# Championnat d'Anguilla de football 2018
La saison 2018 du Championnat d'Anguilla de football est la dix-neuvième édition de la AFA Senior Male League, le championnat de première division à Anguilla. Les huit meilleures équipes de l'île sont regroupées au sein d’une poule unique.
Les Roaring Lions sont le tenant du titre. Kicks United remporte son cinquième championnat, en terminant premier, six points devant Roaring Lions, tenant du titre.
En début de saison, le Police FC est renommé en Enforcers FC.

## Les équipes participantes
| \| The Valley : ALHCS Spartan Diamond FC Enforcers FC Kicks United Uprising FC The Valley Roaring Lions Doc's United Salsa Ballers \| Localisation des équipes engagées. |
| The Valley : ALHCS Spartan Diamond FC Enforcers FC Kicks United Uprising FC The Valley Roaring Lions Doc's United Salsa Ballers                                          |

| Club          | Ville         | Stade               |
| ------------- | ------------- | ------------------- |
| ALHCS Spartan | The Valley    | JRW Park            |
| Diamond FC    | The Valley    | JRW Park            |
| Enforcers FC  | The Valley    |                     |
| Doc's United  | George Hill   | Ronald Webster Park |
| Kicks United  | The Valley    | Ronald Webster Park |
| Roaring Lions | Stoney Ground | Ronald Webster Park |
| Salsa Ballers | George Hill   |                     |
| Uprising FC   | The Valley    | Ronald Webster Park |

Légende des couleurs
- Champion en 2016-2017

## Compétition
Le barème utilisé pour établir le classement est le suivant :
- Victoire : 3 points
- Match nul : 1 point
- Défaite : 0 point

### Classement
Le résultat de la rencontre entre Doc's United et le ALHCS Spartan, comptant pour la septième et dernière journée de championnat, est inconnu.
| Rang | Équipe          | Pts | J | G | N | P | Bp | Bc | Diff |
| ---- | --------------- | --- | - | - | - | - | -- | -- | ---- |
| 1    | Kicks United    | 21  | 7 | 7 | 0 | 0 | 19 | 2  | +17  |
| 2    | Roaring Lions T | 15  | 7 | 5 | 0 | 2 | 25 | 4  | +21  |
| 3    | Enforcers FC    | 13  | 7 | 4 | 1 | 2 | 21 | 6  | +15  |
| 4    | Salsa Ballers   | 13  | 7 | 5 | 1 | 2 | 13 | 7  | +6   |
| 5    | Uprising FC     | 6   | 7 | 2 | 0 | 5 | 7  | 30 | -23  |
| 6    | Diamond FC      | 5   | 7 | 1 | 2 | 4 | 8  | 19 | -11  |
| 7    | ALHCS Spartan   | 4   | 7 | 1 | 1 | 4 | 9  | 17 | -8   |
| 8    | Doc's United    | 1   | 7 | 0 | 1 | 5 | 6  | 23 | -17  |

|  | Champion            |
|  | T : Tenant du titre |

## Bilan de la saison
| Championnat d'Anguilla de football 2018 |                         |
| Champion                                | Kicks United (5e titre) |
| Dauphin                                 | Roaring Lions           |
| Qualifications continentales            |                         |
| Caribbean Club Shield 2019              | Aucun inscrit           |